# 1391 Carelia
1391 Carelia è un asteroide della fascia principale. Scoperto nel 1936 da Yrjö Väisälä dall'Osservatorio di Iso-Heikkilä, presenta un'orbita caratterizzata da un semiasse maggiore pari a 2,5457298 UA e da un'eccentricità di 0,1677840, inclinata di 7,58650° rispetto all'eclittica.
L'asteroide prende il suo nome dall'omonima regione dell'Europa settentrionale.